# Lasse Flinckman

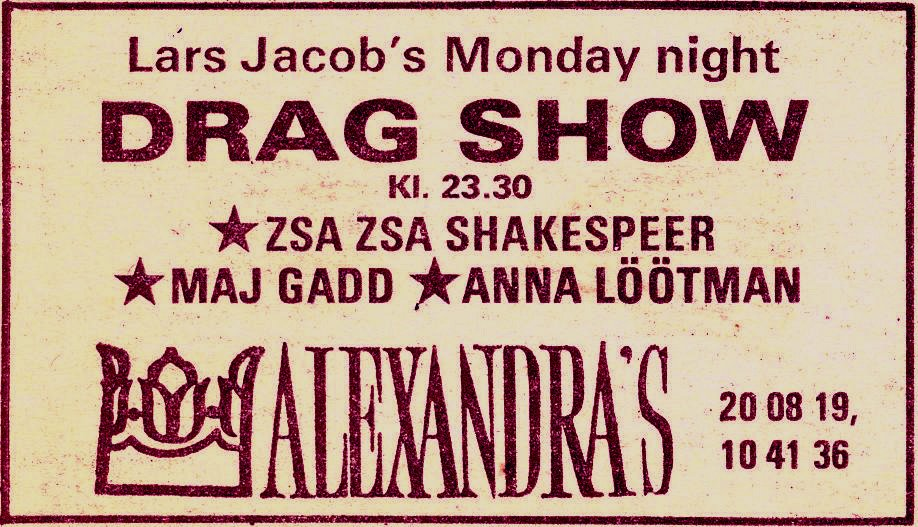
Annons för Flinckmans allra första show i mars 1976 som Anna Löötman med Christer Lindarw som Zsa Zsa Shakespeer och Roger Jönsson som Maj Gadd.

Lars Christian "Lasse" Flinckman, född 5 augusti 1949 i Helsingfors, död 18 april 2016 i Sireköpinge distrikt, Skåne län, var en svensk dragshowartist, känd från After Dark.

## Biografi
Lasse Flinckman var son till kapten Carl-Gustaf Flinckman och Ann-Marie, ogift Leveau. Han kom med familjen till Sverige efter faderns tidiga bortgång när Flinckman var tre år.
Flinckman var medlem i gruppen After Dark 1976–2009. Han deltog med After Dark i Melodifestivalen 2004 med låten La Dolce Vita som hamnade på tredje plats i finalen i Globen.
Flinckman var bosatt i Sireköpinge i Skåne. Efter att han slutat i After Dark köpte han och drev ett kafé där. Han sålde verksamheten i oktober 2009.
Flinckman avled 2016 av en lungsjukdom och är gravsatt i minneslunden på Ottarps kyrkogård.